# Източна забулена сова
Източна забулена сова (Tyto longimembris) е вид птица от семейство Забулени сови (Tytonidae).

## Разпространение
Видът е разпространен в Австралия, Виетнам, Индия, Индонезия, Китай, Мианмар, Непал, Нова Каледония, Папуа Нова Гвинея, Тайланд и Филипините.

## Начин на живот и хранене
Предпочита пасища и заблатени места.
Видът е специализиран да се храни с гризачи, но в Австралия ловува и дребни торбести мишки, а по-рядко се храни и с птици като трипръстки, влечуги, жаби и по-едри насекоми като скакалци и цикади.